# Râul Jigărea
Râul Jigărea este unul din cele două brațe care formează râul Moieciul Cald. 

## Hărți
- Harta județului Brașov